# Баларат
Баларат (енгл. Ballarat) је град Аустралији у савезној држави Викторија. Баларат је највећи град у унутрашњости Викторије, и тог трећи највећи град ове аустралијске државе. Од Мелбурна је удаљен 105 km североисточно. Према попису из 2006. у граду је живело 78.221 становника. Град се налази на висини од 441 m надморске висине и простире се на 740 km².
Име је добио према абориџинском називу за тај локалитет (Балларат), "место за одмор". Наглу експанзију је доживео 1851. када су у близини откривене алувијалне наслаге злата, па је број становника нагло порастао на 20000. Општина је постао 1855. а 1863. је постао административни центар грофовије, а 1870. је добио административни статус града. Копови злата су исцрпљени 1918. године. У то време Баларат је био један од најразвијенијих аустралијских градова, са трамвајем и свим осталим атрибутима урбане средине.

## Становништво
Према попису, у граду је 2006. живело 78.221 становника.
| 1991.  | 1996.  | 2001.  | 2006.  |
| ------ | ------ | ------ | ------ |
| 64,980 | 64,831 | 72,999 | 78,221 |